# Alex Castro
Alex Castro Soto del Valle (L'Avana, 24 gennaio 1963) è un fotografo e ingegnere cubano.

## Biografia
Figlio di Fidel Castro nato dall'unione con Dalia Soto del Valle, si laurea in ingegneria con specializzazione in tecnologia industriale elettronica presso l'Università di Mosca. Diversamente dai suoi fratelli, non intraprende la carriera politico-militare ma avvia quella di cameraman e fotografo, che lo porta a esporre a Cuba, Panama, Messico, Cipro, Spagna, Portogallo, Francia, Italia e Sudafrica.
Lavora per i quotidiani Granma, Juventud Rebelde, Tribuna de La Habana, Trabajadores e con l'agenzia di stampa Prensa Latina. Ricopre la carica di fotografo ufficiale della presidenza della repubblica cubana e del Balletto Nazionale di Cuba (collaborando in queste vesti con Reuters, Ansa e altre agenzie).
Membro della Unión Nacional de Escritores y Artistas de Cuba (Unione nazionale degli scrittori e artisti di Cuba) e della Unión de Periodistas de Cuba (Unione dei giornalisti di Cuba), nel 2011 collabora alla pubblicazione del libro fotografico "Il cubano che parla con gli occhi", nel quale racconta anche alcuni episodi privati della propria famiglia, nel clima e nello stile di vita dell'isola caraibica. Da dicembre a gennaio la personale itinerante collegata al libro espone a Milano, Roma e Torino, per poi tornare a L'Havana.
Dal 5 luglio al 30 agosto 2012, espone presso la Casa dell'Alba Cultural de L'Habana col pittore Franco Azzinari. La mostra "Il viso della storia", dedicata a Fidel Castro, comprende 20 fotografie scattate da Alex Castro e 20 ritratti eseguiti da Azzinari.
(Il cubano che parla con gli occhi, 2011)

## Esposizioni
Castro ha esposto in varie mostre personali e collettive.

### Esposizioni personali
- “Con mi Propio Lente” - 2005. Sala Vedado dell'Hotel Nacional de Cuba (agosto). Sala Francisco Vázquez del diario Juventud Rebelde (novembre). Oficina del Programa Martiano (maggio 2006). Museo Provincial de Cienfuegos (gennaio 2007).
- “Trilogía de Pasiones” - 2005. Esposizione permanente, Salón Sierra Maestra dell'hotel Habana Libre.
- “Magia del embrujo” - 2007. Sala García Lorca del Gran Teatro de La Habana. Galleria dell'Hotel Meliá Cohiba (gennaio 2008).
- “Sueño Real” -2007. Galería de Telepinar per la terza biennale Alfredo Sarabia in memoriam.
- “Postales de mi País” - 2008. Associazione della stampa di Cadice, Spagna.[7][8]
- “Comienza la Pasión” - 2008. Fototeca di Cuba. Galleria di Telepinar. Galleria della UNEAC en las Tunas. Galleria La Confronta a Santiago di Cuba.[9]
- “Arte y Moda 2008” – 2008. Hotel Habana Libre. Sala Bertolt Bretch. Galleria di Telepinar. Hotel Panorama.
- “Paisajes II” - 2010. Galleria del Club habana. Galleria Loyd´s Register (2011) Galleria di Güines.
- "Il cubano che parla con gli occhi". Brera, Milano, novembre 2011.[2]
- "Il cubano che parla con gli occhi". Hub Multiculturale Cecchi Point, Torino, novembre 2011.[4]
- "Il cubano che parla con gli occhi". Scuola Romana di Fotografia, Roma, 15-17 dicembre 2011.[10]
- "El cubano que habla con los ojos". Hotel Nacional, Havana, Cuba, gennaio 2012.[11]

### Esposizioni collettive
- “Graduación V Aniversario” -1979. Salone del Museo della Escuela Vocacional Lenin. Havana.
- “80 Primaveras de un Joven Rebelde” -2006. Sala Francisco Vázquez del diario Juventud Rebelde.
- “Canto a la Vida” - 2006. Centro Stampa Internazionale.
- “Coloquio Memoria y Futuro: Cuba y Fidel” -2006. Palazzo dei convegni.
- “Paisajes” - 2007. Galleria La Acacia.
- “Cubanías” - 2007, Chipre.
- “Pensar en Fidel” - 2007. Museo di Camagüey
- “Lentes de la Serie” - 2007. Salón de la Fama del Estadio Latinoamericano.
- “Identidad” - 2008. Hotel Riviera
- “Cuba, imagen y posibilidad” – 2009. Messico[12]
- “Arte soy entre las artes”- 2009. Spagna, Portogallo, Panamá.
- “Orígenes”- 2009. Unión Latina de Cuba
- “83 Motivos”- 2009. Hotel Nacional de Cuba. Galería Carmen Montilla. Galería 1010 Messico, D.F. (2010) Museo de las Artes en Pretoria, Sudafrica (2011)
- “4 Pinceles y un lente”- 2009. Apart Hotel Monte Habana.
- “Retrospectivas”- 2010. Ristorante El Templete.
- “Arte y Moda 2010”- 2010. Museo delle belle arti. Galleria di San Antonio de los Baños (2011)
- "Da L'Havana a Fontanellato, la danza tra pittura e fotografia" - 2010. Italia.[13]
- “1 Minuto de silencio”- 2011 Casa Guayasamín.

## Pubblicazioni
- Il cubano che parla con gli occhi, Edizioni Magi, 2011, autori Antonio Crapanzano, Luca Poma e Marilla Sarduy, ISBN 978-88-7487-077-6
- Haití. Viaje al reino de este mundo, Casa Editora Abril, 2012[14]

## Premi
- La agricultura urbana en Cuba, Festival Internazionale del Cinema scientifico, 2006, Parigi.
- 3ª biennale Alfredo Sarabia in Memorian 2007, per la opera Sueño Real
- Premio Fernando Chenard Piña 2009